# Гоенштайн (Тюрингія)
Гоенштайн (нім. Hohenstein) — громада в Німеччині, розташована в землі Тюрингія. Входить до складу району Нордгаузен.
Площа — 60,81 км2. Населення становить 2039 ос. (станом на 31 грудня 2021).